# 야에고우치촌
야에고우치촌(八重河内村)은 나가노현 시모이나군에 있던 촌이다. 현재의 이다시 미나미신라노 야에고우치에 해당한다.

## 역사
- 1889년 4월 1일 - 정촌제 시행에 의해 야에고우치촌이 단독으로 자치체를 형성하였다.
- 1955년 4월 1일 - 미나미와다촌, 와다촌과 합병해 도야마촌이 성립하여, 동일 야에고우치촌은 폐지되었다.
- 1960년 4월 1일 - 도야마촌, 기사와촌과 합병해 미나미시나노촌이 성립하였다.
- 2005년 10월 1일 -  미나미시나노촌이 이다시에 편입되었다

## 교통

### 도로
- 국도 제152호선

## 참고문헌
- 角川日本地名大辞典 20 長野県